# Beltex (oveja)
Beltex es una raza ovina, originaria de Bélgica, la misma lleva sangre de la raza Texel (ovejas híbridas). En la década de 1980 fue exportada al Reino Unido y allí se perfeccionó, utilizándose para hacer cruzas con otras razas, con la finalidad de producir corderos, con el propósito de ser faenados para aprovechar su carne, los que entregan un peso limpio de 18 a 26 kg cada uno. 

## Características
La característica principal de esta raza de ovejas, es que tienen doble músculos y son animales de hueso fino, son muy buenos productores de carne, llegando a pesar 90 kg los machos adultos y 70 kg las hembras maduras, son animales que aportan poca lana.